# No Way Back
《No Way Back》是日本音樂團體AAA的第54張單曲，於2017年7月5日由avex trax發售。

## 概要
- 《No Way Back》是成員伊藤千晃的畢業後，6人體制的第一張單曲。
- A面曲《No Way Back》是飲品品牌冰結（R）「氷結(R)×AAA Original WEB」的電視廣告歌曲。
- B面曲《Beat Together》是LAGUNA TEN BOSCH的夏季活動推廣歌曲和時尚雜誌《CanCam》2017年10月號電視廣告歌曲。
- 此單曲有3個版本，分別有「CD+DVD」、「CD ONLY」和「CD+GOOD」。「CD+DVD」收錄了《No Way Back》的PV和Making。
- 在7月17日於公信榜單曲週排行榜取得第3位。

## 收錄内容

### CD
1. No Way Back
（作詞：Mio Aoyama / Rap詞：Mitsuhiro Hidaka / 作曲・編曲：大西克巳）
2. Beat Together
（作詞：溝口貴紀 / Rap詞：Mitsuhiro Hidaka / 作曲：五戸力 / 編曲：日比野裕史）
3. No Way Back (Instrumental)
4. Beat Together (Instrumental)

### DVD
1. No Way Back（Music Video）
2. No Way Back（Making）